# 1K ZX Chess
1K ZX Chess es un programa de ajedrez de 1982 para el Sinclair ZX81.

## Descripción
El código de 1K ZX Chess ocupa solo 672 bytes en la memoria, incluido un oponente de la computadora y todas las reglas del ajedrez excepto el enroque, la promoción y captura al paso. El desarrollador David Horne habló sobre 1K ZX Chess y publicó el código fuente completo como un programa de escritura en una serie de artículos en Your Computer en 1982 y 1983. Fue la implementación más pequeña de ajedrez en cualquier computadora en ese momento.

## Recepción
Popular Computing Weekly en 1982 llamó a 1K ZX Chess "una de las cintas ZX más interesantes que pasó por nuestra oficina en las últimas semanas". Aprobó que la computadora mostrara movimientos mientras los consideraba y señaló "las habilidades necesarias para escribir un programa de ajedrez en 1K de código de máquina. ¿Hay alguien que lea esto que incluso podría contemplar hacer lo mismo?" La revista concluyó: "A pesar de las limitaciones, este es un casete, a £ 3, que recomendaría". Sinclair User en 1983 declaró que "se necesita algo de magia técnica para introducir este tipo de juego en el ZX81 sin expandir". La revista elogió la rápida velocidad de carga del juego y descubrió que "hace sus movimientos muy rápidos para la cantidad de memoria disponible". Home Computing Weekly le dio al juego tres de cinco estrellas, criticando la confusa interfaz de usuario pero afirmando que "todavía produce un juego que necesita algo de reflexión para superarlo". El ajedrecista Tim Harding escribió en un libro de 1985 sobre ajedrez informático que "el hombre que lo hizo debe ser una especie de genio". Si bien describió la calidad de juego 1K ZX Chess como "tan terrible que sería difícil hacer que te ganara" y criticó la notación algebraica inversa, concluyó que "el programa es, sin embargo, un logro técnico fantástico".
1K ZX Chess quedó en segundo lugar como mejor software en una encuesta de usuarios de ZX81. Retrogaming Times Monthly lo describió como "la mayor hazaña de programación de juegos de la historia"; el autor de BootChess, Olivier Poudade, elogió el código de 1K ZX Chess afirmando que al principio escribir un programa de ajedrez más pequeño "parecía imposible... Horne ya lo había clavado mucho". Poudade reconoció haber replicado algunos de los métodos de Horne, ya que no pudo mejorarlos.